# Chronik der Tocco
Die Chronik der Tocco (mittelgriechisch Χρονικό των Τόκκων) ist eine Chronik aus 15 Blankversen, geschrieben in mittelgriechischer Sprache. Von dieser Chronik sind 3923 Verse in Fünfzehnsilbern erhalten, etwa 800 Verse sind ausgefallen, darunter wohl auch der Name des Verfassers.
Sie handelt von Carlo I. Tocco, dem Pfalzgrafen von Kefalonia und Zakynthos, und beschreibt die Zeit von 1375/77 bis 1426/27 am Hof der Tocco. Der Autor stammt vermutlich aus dem direkten Umfeld des Pfalzgrafen, bleibt jedoch unbekannt. Einzig seine Herkunft aus Ioannina gilt als sicher. Der Text wurde vor dem Juni 1429 abgefasst. Er ist im Original in der Biblioteca Apostolica Vaticana, cod. Vat. gr. 1831, fol. 1r-80v erhalten, eine Abschrift des 16. Jahrhunderts befindet sich ebenfalls dort, cod. Vat. gr. 2214.

## Ausgabe
- Cronaca dei Tocco di Cefalonia = Chronica Toccorum Cephalleniensium. Prolegomeni, testo critico e traduzione a cura di Giuseppe Schirò. Accademia Nazionale dei Lincei, Rom 1975 (Digitalisat).